# 쭉박호
쭉박호(베트남어: Hồ Trúc Bạch / 湖竹帛)는 베트남 하노이 떠이호의 분할로 만들어진 호수이다. 베트남 외부에서는 베트남 전쟁 때 공군 조종사였던 존 매케인이 피격을 당해 착륙을 한 곳으로 잘 알려져 있다.
쭉박호는 하노이 구시가지 북서쪽에 자리잡고 있으며, 하노이에서 가장 큰 떠이호 동편에 바로 인접해 있다. 원래 떠이호는 인접한 홍강의 지류였었고, 쭉박호는 다시 17세기 고기 양식을 위해 좁은 제방을 만들면서 분할된 것이다. 새로 만들어진 쭉박호 남쪽 호반에 위치한 쭉옌 마을 주민들은 대나무 차양을 만들기 때문에 몇 종류의 대나무를 재배하고 있다. 1957년부터 1958년까지 중요한 타인니엔 도로는 호수를 가로질러 건설되었다. 1730년 찐 왕조 찐장은 호반에 찐럼궁을 세웠다. 처음에는 여가를 즐기기 위한 용도로 사용되었지만, 이후에는 왕실을 배신한 후궁들을 감금하는 곳으로 바뀌었다. 그들이 만든 비단은 ‘대나무 마을 비단’(竹帛, 베트남어 발음으로 쭉박)으로 알려졌고, 그 아름다움으로 인해 유명해졌다.

## 같이 보기
- 떠이호